# Gypsophila diffusa
Gypsophila diffusa là loài thực vật có hoa thuộc họ Cẩm chướng. Loài này được Fisch. & C.A.Mey. ex Rupr. mô tả khoa học đầu tiên năm 1869.